# Bistum Varaždin
Das Bistum Varaždin (lat.: Dioecesis Varasdinensis, kroat.: Varaždinska biskupija) ist eine in Kroatien gelegene Diözese der römisch-katholischen Kirche mit Sitz in Varaždin. Es ist als Suffraganbistum dem Erzbistum Zagreb unterstellt.

## Geschichte

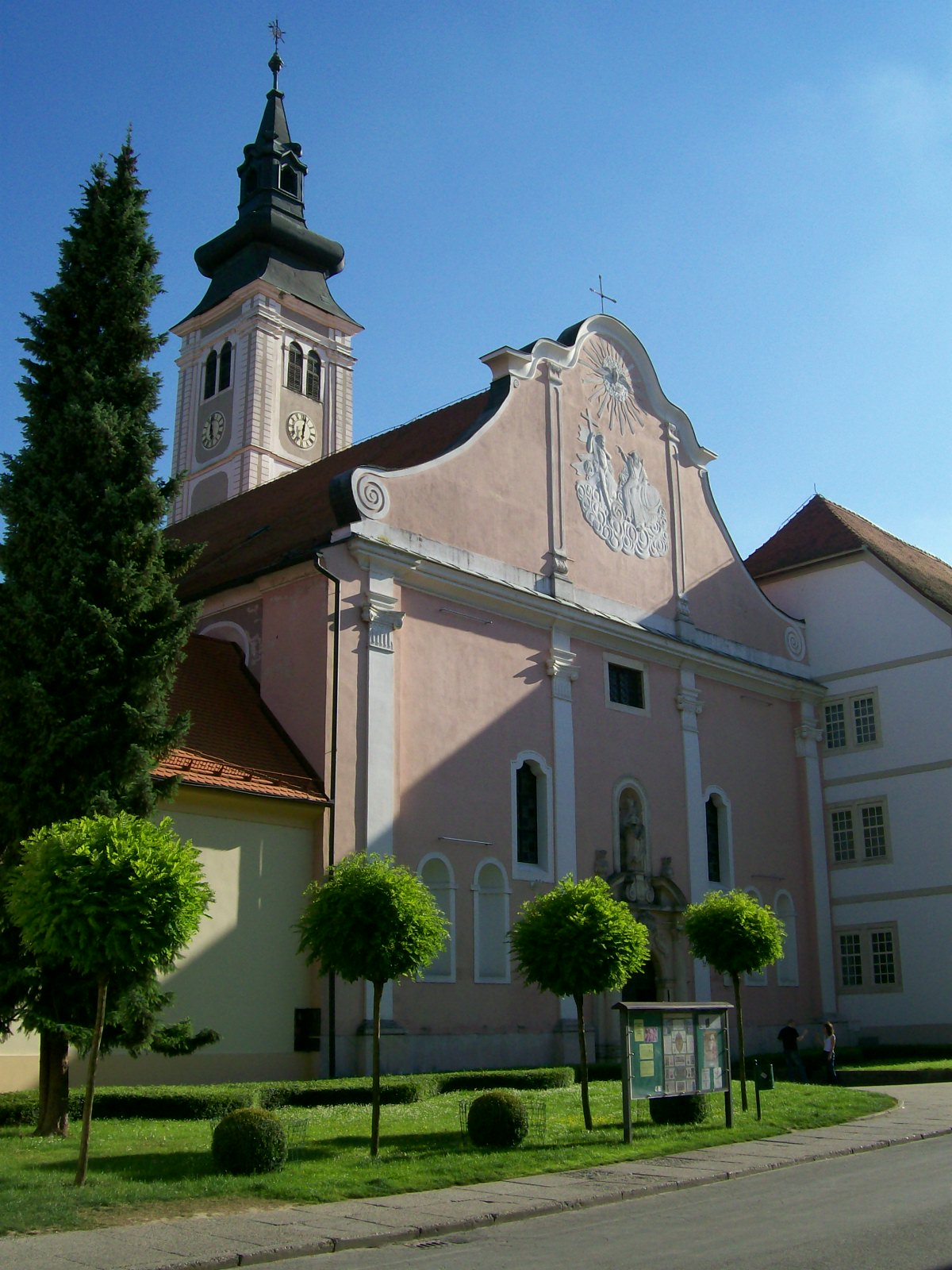
Die Kathedrale des Bistums Varaždin

Die Stadt wurde schon in ihrer frühen Stadtgeschichte ein bedeutender Mittelpunkt des christlichen Glaubens. Im 13. Jahrhundert kam der Johanniterorden nach Varaždin. Der Orden erbaute die Kirche des hl. Johannes des Täufers und ihr Kloster. In der Mitte des 13. Jahrhunderts übernahmen die Franziskaner das Kloster und die Kirche. Zudem wurde die Kirche des Hl. Nikolaus und die Kirche des hl. Veit in der Stadt errichtet. Nach einem Brand im Jahre 1582 setzte allmählich die Epoche des Barock in der Stadt ein. Die Jesuiten gründeten im Jahre 1636 ihr Gymnasium. Das Gebäude wurde im Jahre 1648 durch einen Brand ganz beschädigt. Danach baute der Jesuitenorden das Gymnasium wieder auf und vereinte es gleichzeitig architektonisch mit der errichteten Kirche der Hl. Muttergottes. Nach dem Brand im Jahre 1776 wurden in der Stadt Varaždin und der Vorstadt von Varaždin Gebäude im Baustil des Rokoko und des Klassizismus erbaut. Trotz der nachfolgenden Bauveränderungen des 19. und 20. Jahrhunderts prägt auch heute noch der Baustil des Barock das Stadtbild.
Im 18. Jahrhundert wurde die Stadt Sitz kroatisch-politischer Größen der „Banska Hrvatska“, wie zum Beispiel der Drašković, der Keglević, der Patačić, der Sermaga und anderen. Die Jahre von 1767 bis 1776 gelten als die glanzvollsten der Stadt Varaždin. Im Jahre 1776 wurde dieser Fortschritt durch einen Brand jäh beendet. Das kulturelle und politische Zentrum verlagerte sich nach Zagreb.
Das Bistum Varaždin wurde am 5. Juli 1997 durch Papst Johannes Paul II. mit der Apostolischen Konstitution Clarorum sanctorum errichtet. Die Nordgrenze des Bistums bildet der natürliche Flusslauf der Drava, was dem Grenzverlauf Kroatiens mit Ungarn und Slowenien entspricht.

## Struktur
Das Bistum ist in vier Archidiakonate sowie neun Dekanate gegliedert.
Archidiakonate:
- Zagorsko-Vrbovčeki
- Bekšinski
- Komarnički
- Varaždinski

Dekanate:
- Bednjanski
- Donjomeđimurski
- Gornjomeđimurski
- Đurđevački
- Koprivnički
- Virovski
- Donjovaraždinski
- Gornjovaraždinski
- Varaždinsko-toplički